# Новоградские говоры
Но́воградские го́воры (также новоградский диалект; словац. novohradské nárečia) — говоры среднесловацкого диалекта, распространённые в южных и центральных районах Банскобистрицкого края Словакии (в южной части среднесловацкого диалектного ареала). Входят вместе со зволенскими, гонтянскими, тековскими и гемерскими в число южных среднесловацких говоров. В разных классификациях словацкого языка новоградский ареал имеет различный охват территории. Согласно карте диалектного членения, опубликованной в «Атласе словацкого языка» (Atlas slovenského jazyka), единый новоградский ареал не выделяется, на его месте различают самостоятельные гонтянско-новоградские, средненовоградские, модрокаменские и ипельские ареалы. В классификации Р. Крайчовича тековские говоры включены в состав юго-восточного среднесловацкого диалектного региона. В юго-восточный регион среднесловацкого диалектного макроареала новоградские говоры отнесены и в классификации, представленной на диалектологической карте И. Рипки (I. Ripka).
Название новоградских говоров происходит от наименования исторического Новоградского комитата Венгерского королевства, на большей части которого данные говоры сложились.
Новоградские говоры характеризуются рядом специфических фонетических явлений, не имеющих аналогов в других словацких диалектах.

## Классификация
Как единый диалектный регион новоградские говоры (в составе юго-восточного среднесловацкого ареала) представлены на диалектологической карте И. Рипки, опубликованной в «Атласе населения Словакии» (Atlas obyvatel’stva Slovenska) (2001), и (в составе южного среднесловацкого ареала) в классификации, опубликованной в издании «Диалектология словацкого языка» К. В. Лифанова (2012).

## Ареал и название

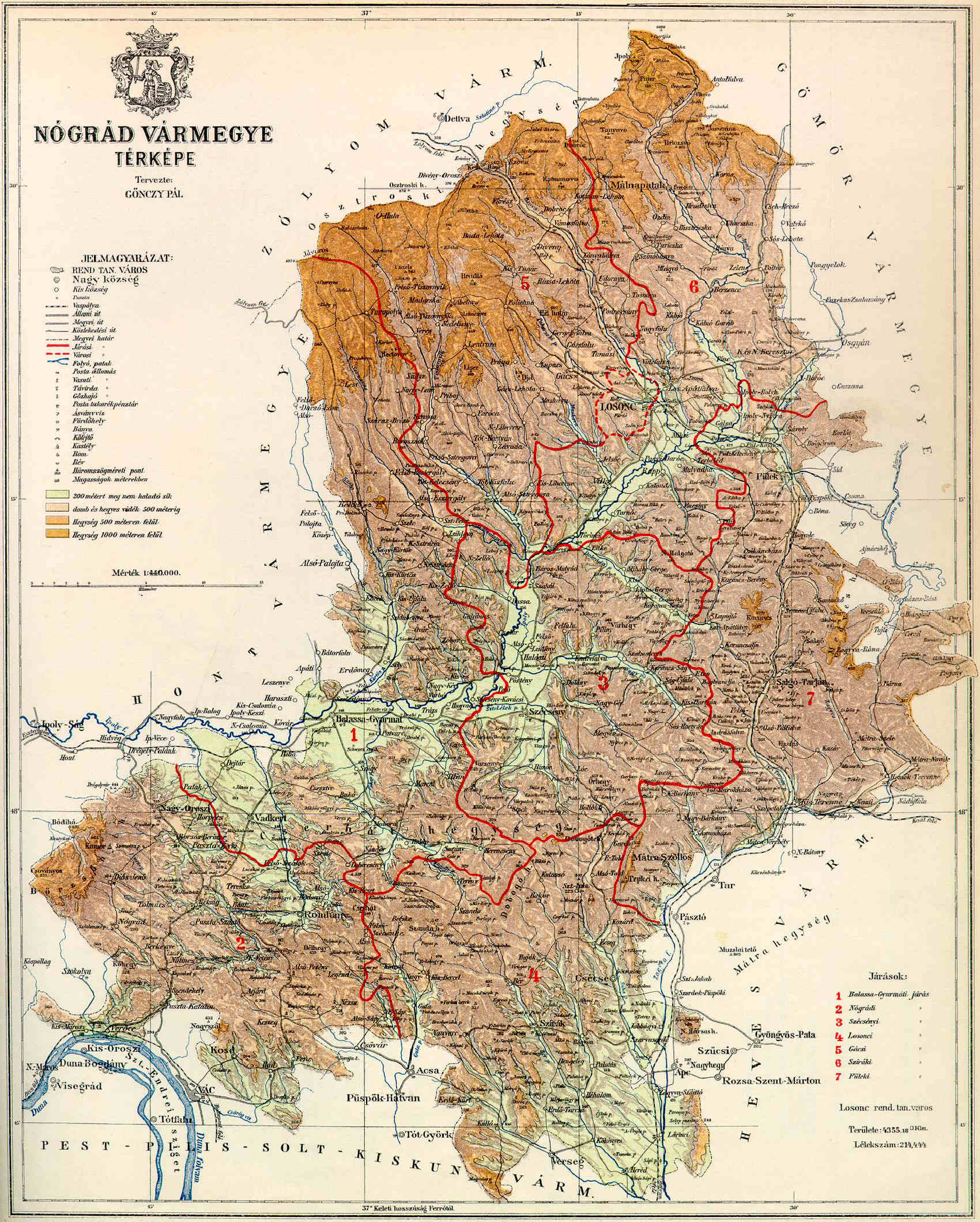
Карта Новоградского комитата

Ареал новоградских говоров размещён в южной части Словакии. По современному административно-территориальному делению Словакии ареал новоградских говоров расположен в южных и центральных районах Банскобистрицкого края (самые крупные населённые пункты данного региона — Лученец, Модри-Камень, Вельки-Кртиш, Филяково).
С северо-востока, запада и севера к ареалу новоградских говоров примыкают ареалы остальных южных говоров среднесловацкого диалекта: с северо-востока — область распространения гемерских говоров, с запада — область распространения гонтянских говоров, с севера — область распространения зволенских говоров. С юга и юго-востока с новоградскими говорами граничит ареал разнородных словацких говоров, частью распространённых чересполосно с говорами венгерского языка.
Название новоградских говоров, так же как и названия значительной части остальных групп словацких говоров, связано с наименованием одного из исторических комитатов Венгерского королевства, в пределах большей части которого произошло формирование данных говоров.

## Диалектные особенности

### Фонетика
Фонетические черты новоградских говоров:
1. Изменение гласных фонем y > e, ý > eɪ̯ (ej): dym > dem, robily > robile, pekný > pekneɪ̯, pýtaťi > peɪ̯taťi.
2. Изменение гласной фонемы ȁ > eɪ̯ (ej): prȁťeľȁ > preɪ̯ťeľeɪ̯, štyrȁ > štereɪ̯. Исключение составляют позиции после заднеязычных, в которых данный переход не осуществился: krátki, kíxať.
3. Hа месте среднесловацких дифтонгов ɪ̯e и u̯o представлены специфические суженные (напряжённые) долгие монофтонги e̅́ и o̅́: ňesɪ̯em > ňese̅́n, dobru̯o > dobro̅́.
4. Суженная гласная o̅́, гласная o и дифтонг u̯o, могут быть представлены на месте слоговой согласной l̥: dl̥h > doh, vl̥na > vou̯na, žl̥té > žo̅́te.
5. Случаи изменения сочетания ou̯ в суженную гласную o̅́: во флексиях существительных, прилагательных и местоимений в форме творительного падежа единственного числа — s to̅́ dobro̅́ ženo̅́; в форме родительного падежа множественного числа — otco̅́.
6. Случаи изменения сочетания ej в суженную гласную e̅́: ot te̅́ dobre̅́ žene.
7. Случаи изменения гласных u и ú в позиции после функционально мягких согласных в i и í соответственно: gu krížu > gu kríži, pľúca > pľíca.

### Морфология
Морфологические черты новоградских говоров:
1. Распространение инфинитивов на -ťi (robiťi). Подобное явление встречается и в некоторых других южных среднесловацких говорах.